# Japan Le Mans Challenge 2006
Navigation
Édition suivante
La saison 2006 du Japan Le Mans Challenge  est la première édition de cette compétition. Elle se déroule du 14 mai au 29 octobre 2006 et comprend trois manches. Ce challenge suit les règles appliquées lors des 24 Heures du Mans.

## Calendrier
| Manche | Course            | Circuit                         | Date       |
| ------ | ----------------- | ------------------------------- | ---------- |
| 1      | 1000 km de Sugo   | Sportsland SUGO                 | 14 mai     |
| 2      | 1000 km de Motegi | Twin Ring Motegi                | 2 juillet  |
| 3      | 1000 km d’Okayama | Circuit international d'Okayama | 29 octobre |

## Résultats
Vainqueur général en gras.
| Manche | Circuit | Équipe gagnante LMP1                         | Équipe gagnante LMP2                            | Équipe gagnante GT1                         | Équipe gagnante GT2                            |
| Manche | Circuit | Pilotes gagnants LMP1                        | Pilotes gagnants LMP2                           | Pilotes gagnants GT1                        | Pilotes gagnants GT2                           |
| ------ | ------- | -------------------------------------------- | ----------------------------------------------- | ------------------------------------------- | ---------------------------------------------- |
| 1      | Sugo    | #66 Jidosha Koubou Myst                      | #18 Aim Sports                                  | #20 Hitotsuyama Racing                      | #27 Team Kawamura                              |
| 1      | Sugo    | Takahiko Shimazawa Masaya Kono Kenji Takeya  | Shinsuke Yamakazi Yuji Aso Masaru Tomizawa      | Tatsuya Kataoka Naoki Hattori Eiichi Tajima | Koji Aoyama Shinichi Takagi Morio Nitta        |
| 2      | Motegi  | #66 Jidosha Koubou Myst                      | #4 MYZ                                          | #20 Hitotsuyama Racing                      | #27 Team Kawamura                              |
| 2      | Motegi  | Takahiki Shimazawa Hiroshi Ohta Kenji Takeya | Yuya Sakamoto Yoshihisa Namekata Tomonobu Fujii | Tatsuya Kataoka Naoki Hattori Eiichi Tajima | Koji Aoyama Shinichi Takagi Morio Nitta        |
| 3      | Okayama | #16 Team Mugen                               | #4 MYZ                                          | #88 JLOC                                    | #930 Sunburst Rush                             |
| 3      | Okayama | Seiji Ara Haruki Kurosawa                    | Yuya Sakamoto Yoshihisa Namekata Tomonobu Fujii | Koji Yamanishi Yasatuka Hinoi Wada-Q        | Yutaka Matsushima Takeru Inui Masashi Kakuichi |

## Championnat des pilotes

### LMP1
| Pos | Pilote             | Équipe               | Manche 1 | Manche 2 | Manche 3 | Total |
| --- | ------------------ | -------------------- | -------- | -------- | -------- | ----- |
| 1   | Takahiko Shimazawa | Jidousya Koubou Myst | 5        | 5        | 2.5      | 12.5  |
| 2   | Kenji Takeya       | Jidousya Koubou Myst | 5        | 5        |          | 10    |
| 3   | Hiroshi Ohta       | Jidousya Koubou Myst |          | 5        | 2.5      | 7.5   |

### LMP2
| Pos | Pilote                                           | Équipe               | Manche 1 | Manche 2 | Manche 3 | Total |
| --- | ------------------------------------------------ | -------------------- | -------- | -------- | -------- | ----- |
| 1   | Yuya Sakamoto Yoshihisa Namekata Tomonobu Fujii  | MYZ                  |          | 5        | 10       | 15    |
| 2   | Tomokuni Waki Masayoshi Furuya Hisashi Tsukahara | Jidousya Koubou Myst |          |          | 8        | 8     |
| 3   | Shinsuke Yamazaki Yuji Aso Masaru Tomizawa       | Aim Sports           |          | 5        |          | 5     |

### GT1
| Pos | Pilote                                      | Équipe             | Manche 1 | Manche 2 | Manche 3 | Total |
| --- | ------------------------------------------- | ------------------ | -------- | -------- | -------- | ----- |
| 1   | Tatsuya Kataoka Naoki Hattori Eiichi Tajima | Hitotsuyama Racing | 5        | 5        | 3        | 13    |
| 2   | Osamu Nakajima Masaki Tanaka Hiroya Iijima  | Team Leyjun        | 4        | 4        | 4        | 12    |
| 3   | Koji Yamanishi Yasutaka Hinoi Hisashi Wada  | JLOC               |          |          | 5        | 5     |

### GT2
| Pos | Pilote                                                | Équipe          | Manche 1 | Manche 2 | Manche 3 | Total |
| --- | ----------------------------------------------------- | --------------- | -------- | -------- | -------- | ----- |
| 1   | Koji Aoyama Shinichi Takagi Morio Nitta               | Team Kawamura   | 5        | 5        | 8        | 18    |
| 2   | Yutaka Matsushima Masashi Kakiuchi Takeshi Inui       | Sunburst Rush   |          |          | 10       | 10    |
| 3   | Kazuyoshi Takamizawa Akihiko Tsutsumi Tomohiko Sunako | Team Takamizawa | 4        | 4        |          | 8     |

## Championnat des équipes

### LMP1
| Pos | Équipe              | Châssis                       | Moteur               | Manche 1 | Manche 2 | Manche 3 | Total |
| --- | ------------------- | ----------------------------- | -------------------- | -------- | -------- | -------- | ----- |
| 1   | Jidosha Koubou Myst | RS.Oscar SK-52 RS.Oscar SK-93 | Toyota 3.0L V8       | 5        | 5        | 3        | 13    |
| 2   | Team Mugen          | Courage LC70                  | Mugen MF408S 4.0L V8 |          |          | 5        | 5     |
| 3   | Hitotsuyama Racing  | Zytek 05S                     | Zytek ZB408 4.0L V8  |          |          | 4        | 4     |

### LMP2
| Pos | Équipe              | Châssis                  | Moteur         | Manche 1 | Manche 2 | Manche 3 | Total |
| --- | ------------------- | ------------------------ | -------------- | -------- | -------- | -------- | ----- |
| 1   | MYZ                 | Dallara GC-21            | Toyota 2.0L I4 |          | 5        | 10       | 15    |
| 2   | Jidosha Koubou Myst | RS.KK-LM RS.Oscar SK-5.2 | Toyota 3.0L V8 | 4        |          | 8        | 12    |
| 3   | AIM Sports          | Dallara GC-21            | Toyota 2.0L I4 | 5        |          |          | 5     |

### GT1
| Pos | Équipe             | Châssis                     | Moteur               | Manche 1 | Manche 2 | Manche 3 | Total |
| --- | ------------------ | --------------------------- | -------------------- | -------- | -------- | -------- | ----- |
| 1   | Hitotsuyama Racing | Ferrari 550-GTS Maranello   | Ferrari 5.9L V12     | 5        | 5        | 3        | 13    |
| 2   | Team LeyJun        | Mosler MT900R               | Chevrolet 6.0L V8    | 4        | 4        | 4        | 12    |
| 3   | JLOC               | Lamborghini Murcielago RG-1 | Lamborghini 6.0L V12 |          |          | 5        | 5     |

### GT2
| Pos | Équipe          | Châssis                       | Moteur                                 | Manche 1 | Manche 2 | Manche 3 | Total |
| --- | --------------- | ----------------------------- | -------------------------------------- | -------- | -------- | -------- | ----- |
| 1   | Team Kawamura   | Porsche 911 GT3-RSR           | Porsche 3.6L Flat-6                    | 5        | 5        | 8        | 18    |
| 2   | Proto Works     | Mazda RX-7 Porsche 911 GT3-RS | Mazda 2.0L 3-Rotor Porsche 3.6L Flat-6 | 3        | 3        | 6        | 12    |
| 3   | Sunburst Rush   | Porsche 964 Carrera RS        | Porsche 3.6L Flat-6                    |          |          | 10       | 10    |
| 4   | Team Takamizawa | Porsche 911 GT3-R             | Porsche 3.6L Flat-6                    | 4        | 4        |          | 8     |